# Conflito basco
O conflito basco foi um conflito armado entre a Espanha, a França e o Movimento de Libertação Nacional Basco, um grupo social e político de organizações bascas que buscam a independência da Espanha e da França. O movimento foi construído em torno da organização armada ETA, considerada por alguns como uma organização terrorista, que entre 1959 e 2011 lançou uma campanha de ataques contra a administração espanhola. O conflito ocorreu principalmente em solo espanhol, embora em menor grau também esteve presente na França, e foi o mais longo conflito violento na Europa Ocidental; e foi algumas vezes referido como "a mais longa guerra na Europa".
O conflito tinha dimensões políticas e militares. Seus participantes incluem políticos e ativistas políticos de ambos os lados, a esquerda abertzale, o governo espanhol e as forças de segurança da Espanha e França, que lutam contra a ETA e outras organizações pequenas, normalmente envolvidas na Kale borroka. Grupos paramilitares de extrema-direita que lutam contra a ETA também foram ativos na década de 1980.
Embora o debate sobre a independência do País Basco tenha começado no século XIX, os conflitos armados só começaram quando a ETA foi criada. Desde então, o conflito já resultou na morte de mais de mil pessoas, entre policiais e oficiais de segurança, civis, políticos ou membros da ETA. Houve também milhares de pessoas feridas, dezenas de sequestrados e pelo menos 200 000 pessoas estão no exílio.
Em 20 de outubro de 2011, a ETA anunciou um "cessar definitivo de sua atividade armada". O premier espanhol José Luis Rodríguez Zapatero descreveu a decisão como "uma vitória para a democracia, a lei e a razão". Em 2017, o ETA anunciou seu completo desarmamento.

## Antecedentes

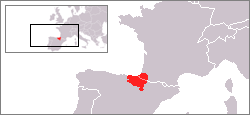
Localização do País Basco.

O País Basco (em basco:  Euskal Herria) é o nome dado à área geográfica localizada às margens da Baía de Biscaia e sobre os dois lados dos Pirenéus ocidental que abrange a fronteira entre França e Espanha. Atualmente, esta área está fragmentada em três estruturas políticas: a Comunidade Autónoma Basca, também conhecida como Euskadi, e Navarra, na Espanha, e três províncias francesas conhecidas como o País Basco do Norte. Cerca de 3 milhões de pessoas vivem no País Basco.
Os povos bascos têm conseguido preservar suas próprias características de identificação tais como a sua cultura e língua ao longo dos séculos e hoje uma grande parte da população compartilha de uma consciência coletiva e um desejo de ser autogovernada, com mais autonomia política ou total independência. Durante séculos, o País Basco tem mantido vários níveis de política de autorregulamentação em diferentes estruturas políticas espanhola. Hoje em dia, o Euskadi conta com o mais elevado nível de autorregulamentação que qualquer entidade não estatal no seio da União Europeia. Contudo, as tensões acerca do tipo de relação que os territórios bascos devem manter com as autoridades espanholas já existiam desde as origens do Estado espanhol e em muitos casos, têm alimentado confrontos militares, como as Guerras Carlistas e a Guerra Civil Espanhola.
Após o golpe de Estado de 1936 que derrubou o governo republicano espanhol, uma guerra civil entre as forças espanholas nacionalistas e republicanas eclodiu. Quase todas as forças nacionalistas bascas, lideradas pelo Partido Nacionalista Basco (PNV) alinharam-se com a República, embora os nacionalistas bascos de Álava e Navarra lutaram juntamente com os carlistas bascos do lado dos nacionalistas espanhóis. A guerra terminou com a vitória das forças nacionalistas, com o general Francisco Franco estabelecendo uma ditadura que durou quase quatro décadas. Durante a ditadura de Franco, a língua e a cultura basca foram proibidas, instituições e organizações políticas abolidas (em menor grau em Alava e Navarra), e pessoas mortas, torturadas e presas por suas crenças políticas. Milhares de bascos foram forçados a ir para o exílio, geralmente para a América Latina ou França.
Influenciados pelas guerras de libertação nacional, como a Guerra da Argélia ou por conflitos como a Revolução Cubana, e decepcionados com a fraca oposição do PNV contra o regime de Franco, um grupo de jovens estudantes formou a ETA em 1959. Começando como uma organização exigindo a independência do País Basco, a partir de uma posição socialista e marxista-leninista, e logo iniciou a sua campanha armada.

## Cronologia

### 1959–1979
Os primeiros ataques da ETA foram por vezes aprovados por uma parte das sociedades espanhola e basca, que viram na ETA e na sua luta pela independência como uma luta contra o governo de Franco. Em 1970, vários membros da organização foram condenados à morte no Proceso de Burgos (Julgamento de Burgos), apesar de a pressão internacional resultar na comutação das penas de morte. A ETA lentamente se tornou mais ativa e poderosa, e, em 1973, a organização foi capaz de matar o presidente do Governo e possível sucessor de Franco, Luis Carrero Blanco. A partir desse momento, o regime tornou-se mais duro na sua luta contra a ETA: muitos de seus membros morreram em tiroteios com as forças de segurança e policiais realizaram grandes ataques, como a prisão de centenas de membros da ETA em 1975, após a infiltração de um agente duplo dentro da organização.
Em meados de 1975, um bloco político conhecido como Koordinadora Abertzale Sozialista (KAS) foi criado por organizações nacionalistas bascas. Longe do PNV, o bloco composto por várias organizações formadas por pessoas contrárias ao regime direitista de Franco e a maioria deles tinha suas origens em várias fações da ETA, que era parte do bloco também. Eles também adotaram a mesma ideologia como uma organização armada, o socialismo. A criação da KAS significaria o início do Movimento de Libertação Nacional Basco.
Em novembro de 1975, Franco morreu e a Espanha iniciou a sua transição para a democracia. Muitos ativistas e políticos bascos voltaram do exílio, embora algumas organizações bascas não foram legalizadas como havia acontecido com outras organizações espanholas. Por outro lado, a morte de Franco elevou Juan Carlos I ao trono, que escolheu Adolfo Suárez como presidente do governo espanhol. Após a aprovação da constituição espanhola de 1978, um Estatuto de Autonomia foi promulgado e aprovado em referendo. O País Basco foi organizado como uma Comunidade Autonoma.

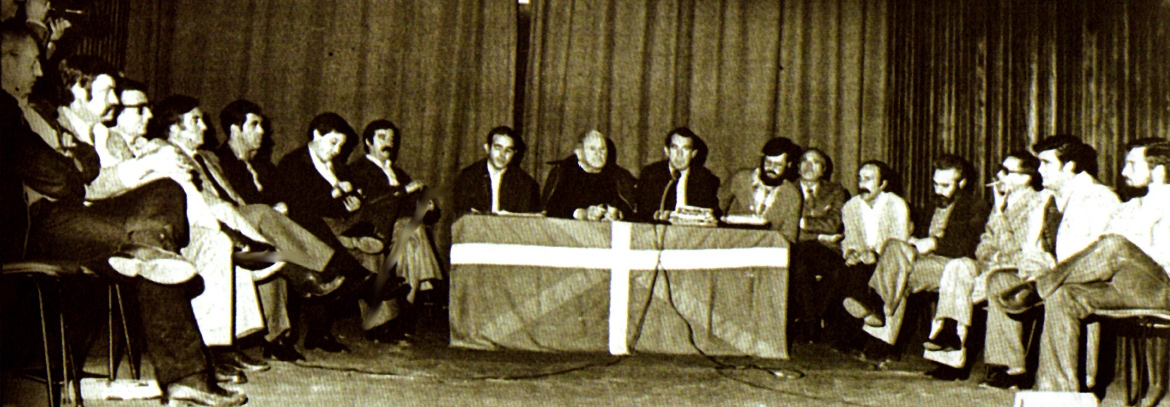
O encontro Alsasua é considerado como início do Herri Batasuna e a esquerda Abertzale

Embora a nova constituição espanhola tivesse um apoio esmagador na Espanha, foi rejeitada no País Basco. Isto ocorreu devido à convocação à abstenção do EAJ-PNV e a criação de uma coalizão de organizações da esquerda Abertzale que se reuniu para defender um "não" no referendo, uma vez que considera que a constituição não satisfazia suas exigências de independência. A coalizão foi o início do partido político Herri Batasuna, que se tornaria a principal frente política do Movimento de Libertação Nacional Basco. A coalizão teve suas origens em outro feito dois anos antes, a chamada Mesa de Alsasua. A ETA também sentiu que a constituição era insatisfatória e intensificou sua campanha armada: entre 1978 a 1981 foram os mais sangrentos anos da ETA com mais de 230 pessoas mortas. Ao mesmo tempo, várias organizações armadas de extrema-direita que lutam contra a ETA e seus partidários foram criadas e pelo menos 40 pessoas foram mortas em ataques atribuídos a organizações como o Batallón Vasco Español e Guerrilleros de Cristo Rey. Apesar de não estarem relacionadas ao conflito basco, uma dessas organizações, realizaram o famoso Massacre de Atocha de 1977.
Também no final de 1970, várias organizações nacionalistas bascas, como Iparretarrak, Hordago ou Euskal Zuzentasuna, começaram a operar no País Basco francês. Um dissidente anarquista da ETA, o Comandos Autónomos Anticapitalistas, também começou a realizar ataques em todo o País Basco. Uma organização similar, porém menor que a ETA, Terra Lliure, apareceu exigindo a independência dos Países catalães. O conflito basco sempre teve uma influência sobre a sociedade e política catalã, devido às semelhanças entre a Catalunha e o País Basco.

### 1980–1999
Durante o processo de eleição de Leopoldo Calvo-Sotelo como novo presidente da Espanha, em fevereiro de 1981, guardas civis sob Antonio Tejero e membros do exército invadiram o Congresso dos Deputados e mantiveram todos os deputados reféns com uma arma. Uma das razões que levaram ao golpe de Estado foi o crescimento da violência da ETA. O golpe fracassou depois que o rei solicitou que as forças militares obedecessem à Constituição. Dias após o golpe, a fação politiko-militarra da ETA iniciou sua dissolução, com a maioria de seus membros aderindo o Euskadiko Ezkerra, um partido nacionalista de esquerda distante do esquerda Abertzale. As eleições gerais foram realizadas em 1982, e Felipe González, do Partido Socialista dos Trabalhadores tornou-se o novo presidente, enquanto Herri Batasuna conquistou dois assentos. No País Basco, Carlos Garaikoetxea do PNV se tornou lehendakari em 1979. Durante esses anos, centenas de membros do Herri Batasuna foram presos, especialmente depois que alguns deles cantaram o Eusko Gudariak na frente de Juan Carlos I.
Após a vitória de Felipe González, os Grupos Antiterroristas de Libertação (GAL), esquadrões da morte criados por agentes pertencentes ao governo espanhol, foram criados. Usando o terrorismo de Estado, o GAL realizou dezenas de ataques em todo o País Basco, matando 27 pessoas. Tendo como alvo a ETA e os membros Herri Batasuna, embora às vezes os civis também foram mortos. O GAL esteve ativo entre 1983 até 1987, um período conhecido como Guerra Suja Espanhola A ETA respondeu à guerra suja, intensificando seus ataques: as organizações começaram a realizar ataques com carros-bomba maciços em Madri e Barcelona, como o Atentado de Hipercor, que matou 21 civis. Após o ataque, a maioria dos partidos políticos espanhóis e bascos assinaram muitos pactos contra a ETA, como o Pacto de Madrid ou o Pacto Ajuria-Enea. Foi durante este período que o Herri Batasuna conseguiu seus melhores resultados: sendo o partido mais votado na Comunidade Autônoma Basca para as eleições do Parlamento Europeu 

Enquanto as negociações entre o governo espanhol e a ETA já haviam ocorrido no final de 1970 e início de 1980, que levaram à dissolução da ETA (pm), não foi até 1989 que os dois lados mantiveram conversações formais de paz. Em janeiro, a ETA anunciou um cessar-fogo de 60 dias, enquanto as negociações entre ETA e governo estavam ocorrendo em Argel. Nenhuma conclusão bem-sucedida foi alcançada, e a ETA retomou a violência.
Após o fim do período de guerra suja, a França concordou em cooperar com as autoridades espanholas na detenção e extradição de membros da ETA. Estes, muitas vezes deslocavam-se entre os dois países usando a França como uma base para ataques e treinamento. Essa cooperação atingiu o seu pico em 1992, com a prisão de todos os líderes da ETA na cidade de Bidart. O ataque aconteceu meses antes dos Jogos Olímpicos de 1992 em Barcelona, com o qual a ETA tentou reunir a atenção mundial com ataques maciços ao redor de Catalunha. Depois disso, a ETA anunciou um cessar-fogo de dois meses, enquanto reestruturou toda a organização e criou os grupos kale borroka.
Em 1995, a ETA tentou matar José María Aznar, que se tornaria primeiro-ministro da Espanha um ano depois, e Juan Carlos I. No mesmo ano, a organização lançou uma proposta de paz, que foi recusada pelo governo. No ano seguinte, a ETA anunciou um cessar-fogo de uma semana e tentou o engajamento em negociações de paz com o governo, uma proposta que foi novamente rejeitada pelo novo governo conservador.  Em 1997, o jovem vereador Miguel Ángel Blanco foi sequestrado e morto pela organização. O assassinato produziu uma rejeição generalizada por parte das sociedades espanhola e basca, manifestações em massa e uma diminuição de simpatizantes, até mesmo com alguns presos da ETA e membros do Herri Batasuna condenando o assassinato.  Nesse mesmo ano, o governo espanhol prendeu 23 líderes do Herri Batasuna por supostamente colaborar com a ETA. Após a prisão, o governo começou a investigar os laços do Herri Batasuna com a ETA, e a coalizão mudou seu nome para Euskal Herritarrok, com Arnaldo Otegi como seu líder.
Nas eleições bascas de 1998, a esquerda Abertzale obteve seus melhores resultados desde os anos 1980, e a Euskal Herritarrok se tornou a terceira principal força política no País Basco. Este aumento de apoio ocorreu devido à declaração de um cessar-fogo da ETA um mês antes das eleições. O cessar-fogo ocorreu depois que o Herri Batasuna e várias organizações bascas, como o PNV, que na época fazia parte do governo do Partido Popular, chegaram a um acordo, chamado Pacto Lizarra, destinado a exercer pressão sobre o governo espanhol para este fazer mais concessões para a independência. Influenciados pelo processo de paz na Irlanda do Norte, a ETA e o governo espanhol engajaram-se em negociações de paz, que terminaram no final de 1999, depois que o governo se recusou a discutir as exigências de independência das organizações armadas.

### 2000-2009
Em 2000, a ETA retomou a violência e intensificou seus ataques, especialmente contra políticos importantes, tais como Ernest Lluch. Ao mesmo tempo, dezenas de membros da ETA foram presos e o esquerda Abertzale perdeu parte do apoio que tinha nas eleições de 1998. A ruptura da trégua provocou a dissolução do Herri Batasuna e sua reforma em um novo partido chamado Batasuna. Após divergências sobre a organização interna do Batasuna, um grupo de pessoas se separou para formar um partido político dissociado, o Aralar, presente principalmente em Navarra. Em 2002, o governo espanhol aprovou uma lei, chamada Ley de Partidos, que permite a proibição de qualquer partido que direta ou indiretamente tolera o terrorismo ou simpatiza com uma organização terrorista. Como a ETA foi considerada uma organização terrorista e o Batasuna não condenava suas ações, o governo proibiu o Batasuna em 2003. Foi a primeira vez, desde a ditadura de Franco, que um partido político tinha sido proibido na Espanha. Nesse mesmo ano, as autoridades espanholas fecharam o único jornal totalmente escrito em basco, Egunkaria, devido a acusações de ligações com a ETA. Jornalistas foram presos e, recentemente, em 2010, eles foram absolvidos de todas as acusações. Em 1998, outro jornal, Egin, já havia sido fechado.

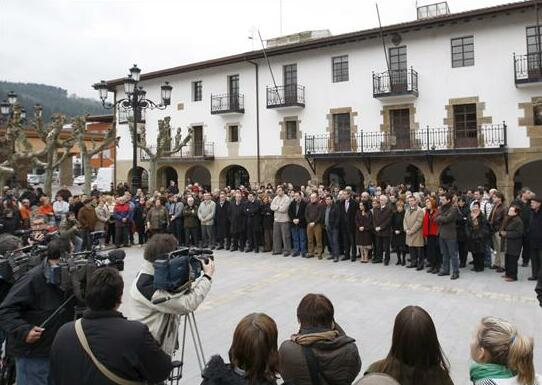
Manifestações depois de cada atentado da ETA são comuns em toda Espanha.

Depois que o governo falsamente acusou a ETA de realizar as explosões em trens de Madri em 2004, o governo conservador perdeu as eleições a favor do Partido Socialista dos Trabalhadores, e José Luis Rodríguez Zapatero tornou-se o novo presidente da Espanha. Uma das primeiras ações de Zapatero foi o envolvimento em novas conversações de paz com a ETA. Em meados de 2006, a organização declarou um cessar-fogo, e conversações entre o Batasuna, a ETA e os governos bascos e espanhóis começaram. As negociações de paz terminaram em dezembro, quando a ETA rompeu a trégua com um carro-bomba no Aeroporto de Madrid-Barajas. A ETA terminou oficialmente o cessar-fogo em 2007, e retomou seus ataques por toda a Espanha.  A partir desse momento, o governo espanhol e a polícia intensificaram a sua luta tanto contra a ETA e a esquerda Abertzale. Centenas de membros da organização armada foram presos desde o fim da trégua, com quatro de seus líderes sendo presos em menos de um ano. Enquanto isso, as autoridades espanholas proibiram outros partidos políticos como a Ação Nacionalista Basca, Partido Comunista das Terras Bascas e Demokrazia Hiru Milioi. Organizações juvenis como Segi foram banidas, enquanto membros de sindicatos, como Langile Abertzaleen Batzordeak também foram presos. Em 2008, a Falange y Tradición, um novo grupo nacionalista espanhol de extrema-direita surgiu, realizando dezenas de ataques no País Basco. A organização foi desmantelada em 2009.

### 2010 a 2017
Entre 2009 e 2010, a ETA sofreu ainda mais golpes para a sua organização e competência, com mais de 50 membros presos no primeiro semestre de 2010. Ao mesmo tempo, a proibida esquerda Abertzale começou a desenvolver documentos e reuniões, onde se comprometiam com um "processo democrático" que "deveria ser desenvolvido com uma completa ausência de violência". Devido a estas exigências, a ETA anunciou em setembro que estava parando com suas ações armadas. Em 2011, a ETA anunciou início do seu programa de desarmamento, completado em 2017, encerrando assim, completamente, a luta armada.

## Vítimas

### Responsabilidade
| Responsável                               | MORTOS |
| ----------------------------------------- | ------ |
| Euskadi Ta Askatasuna                     | 829    |
| Grupos paramilitares e de extrema-direita | 72     |
| Forças de segurança espanholas            | 169    |
| Outros casos                              | 127    |
| Total                                     | 1197   |

### Status
| Status                         | No. |
| ------------------------------ | --- |
| Civis                          | 343 |
| Membros de forças de segurança | 486 |
| dos quais:                     |     |
| Guardia Civil                  | 203 |
| Cuerpo Nacional de Policía     | 146 |
| Exército Espanhol              | 98  |
| Policia Municipal              | 24  |
| Ertzaintza                     | 13  |
| Mossos d'Esquadra              | 1   |
| Gendarmaria Nacional           | 1   |